# Bò Pie Rouge des Plaines
Bò Pie Rouge des Plaines là giống bò sữa hiện đại có nguồn gốc từ Pháp. Giống bò này được tạo ra vào khoảng năm 1970 bằng cách lai tạo giống bò truyền thống của vùng Brittany, ở miền tây bắc nước Pháp, với bò cái đỏ của giống Meuse-Rhine-Yssel và giống bò Deutsche Rotbunte của Đức.
Pie Rouge des Plaines tập trung chủ yếu ở Brittany, nơi có khoảng 80% tổng đàn; nó cũng được phân bố ở Normandy, và - ở một mức độ ít hơn - ở Trung tâm Massif.:73 Tổng số lượng ước tính khoảng 60 000, với khoảng 3 500 con bò được đăng ký trong cuốn sách về giống. Tinh dịch đông lạnh từ khoảng 150 con bò đực có sẵn cho việc thụ tinh nhân tạo.
Giống gốc Armorican đã trở nên hiếm hoi: nó được FAO liệt kê là "cực kỳ nguy cấp" năm 2007.:136 Năm 2005, số lượng bò giống này được ước tính vào khoảng 240 đầu, và năm 2014 là 263 con.

## Đặc điểm
Pie Rouge des Plaines có màu đỏ, có sừng hình lưỡi liềm ngắn. Da, mõm và niêm mạc nhợt nhạt. Bò có sức đề kháng tốt với bịnh nhũ phòng viêm.:75

## Sử dụng
Pie Rouge des Plaines có khả năng sản xuất sữa tốt. Năng suất sữa là 8000 kg trong thời gian cho con bú là 329 ngày. Sữa có 4,3% chất béo và 3,3% protein. Sản xuất thịt cũng góp phần tạo ra lợi nhuận khi nuôi giống bò này.:75